# 多聞院 (さいたま市)

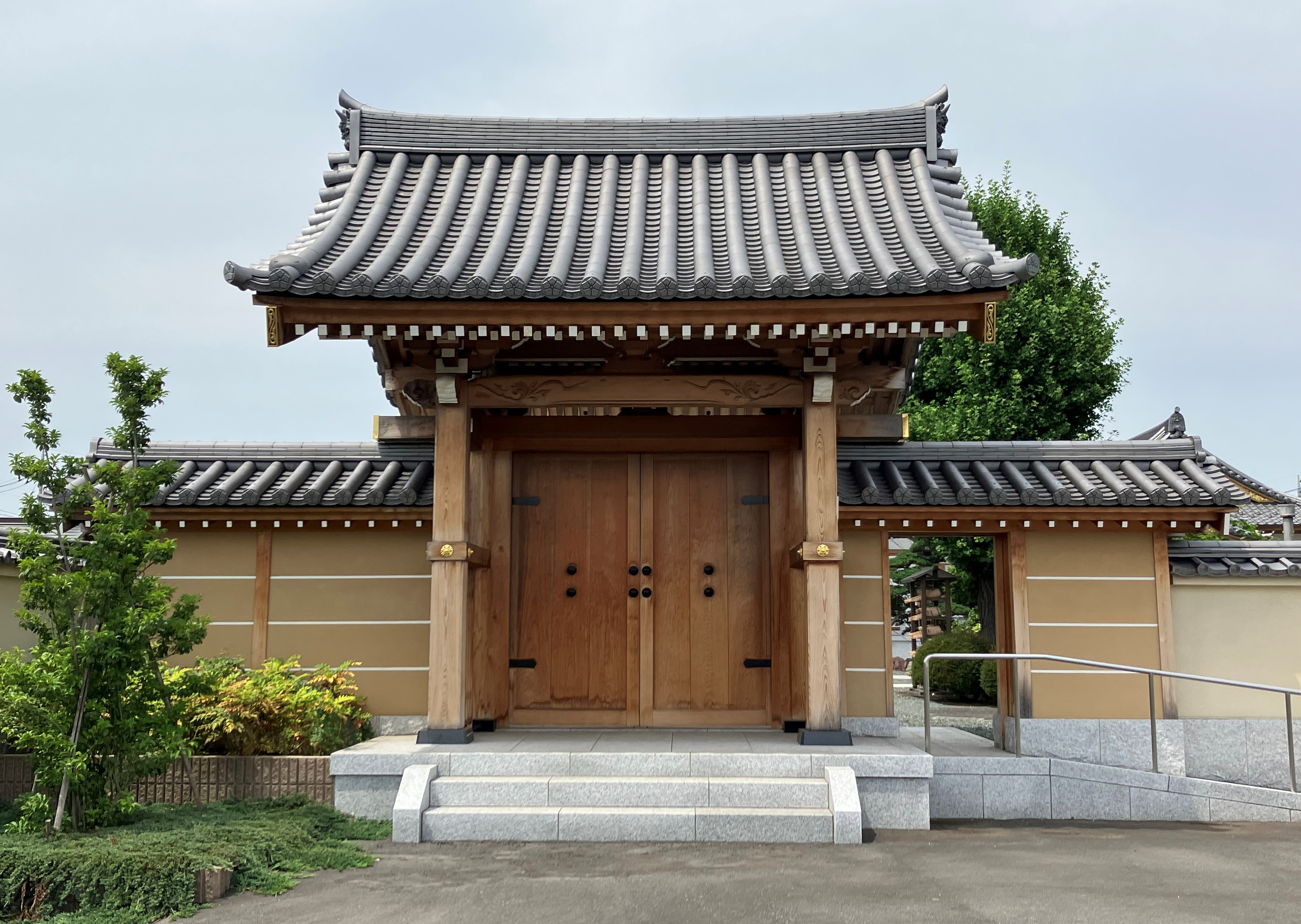
山門

多聞院（たもんいん）は、埼玉県さいたま市見沼区にある真言宗智山派の寺院。

## 歴史
延元年間（1336年 - 1340年）に開山された。元々は現在地の東に位置していたが、永鑁のときに現在地の南に移転し、「多聞院」と称した。1779年（安永7年）の憲海のときに現在地に移転した。京都市右京区の大覚寺の末寺である。
当寺の墓地には9基の筆子塔があり、その記述から享保年間（1716年 - 1736年）より寺子屋を開いていたことがうかがえる。

## 文化財
- 丸ヶ崎六地蔵石仏（さいたま市指定有形文化財 昭和52年4月14日指定）[2]
- 丸ヶ崎円空作菩薩形坐像（さいたま市指定有形文化財 昭和54年5月4日指定）[3]

## 交通アクセス
- 路線バスファミリータウン入口停留所より徒歩2分。